# Torleya mikhaili
Torleya mikhaili is een haft uit de familie Ephemerellidae. De wetenschappelijke naam van de soort is voor het eerst geldig gepubliceerd in 1995 door Tiunova.
De soort komt voor in het Palearctisch gebied.